# 凱戈
雪勒·戈爾韋爾-達爾（挪威語：Kyrre Gørvell-Dahll，1991年9月11日—），藝名為凱戈（Kygo，符號化為KYGO和※），挪威音樂家、DJ和唱片製作人，熱帶浩室曲風的代表製作人之一，也是生活品牌Kygo Life創辦人、棕櫚樹唱片公司聯合創辦人。早期因為重製混音了紅髮艾德的《I See Fire》 以後一炮而紅，該曲在串流媒體YouTube與SoundCloud創下了5000萬跟3700萬次的點閱率，在音樂串流軟體Spotify每個月仍有3000萬左右的聽眾。
在2014年，在酷玩樂團主唱克里斯·馬丁的邀約之下，重製了該樂團的歌曲《Midnight》。2月份發表了超世代音樂節的主題歌曲《ID》，2014年12月發行了與康拉德·塞維爾合作的新單曲《電光火石》更是在YouTube突破了8億次以上的點閱率 。
2015年首次入選DJ雜誌的世界百大DJ排行榜就奪得第33名的佳績 ，次年在2016年夏季奧林匹克運動會閉幕式演出，並釋出專輯《神境界》。
凱戈於2017年發表EP《凝望星空》及專輯《絕對狂愛》。2019年，與芮塔·歐拉合作發表電影名偵探皮卡丘的主題曲《Carry On》。
2020年的《電音盛世》是凱戈的第三張專輯，於5月29日發布。當中與惠妮·休斯頓合作的《崇高之愛》更是在告示牌獲得第63名的成績。

## 生平

### 早年生活
凱戈於通斯堡長大，他是挪威牙醫Kjersti Gjerde和在國外從事海運業工作的Lars Gørvell-Dahll的兒子。他有一個年長的繼兄弟Mads、兩個姐姐Johanne和Jenny，以及一個同父異母的弟弟Sondre。
凱戈在6歲的時候開始學習鋼琴，因此擁有深厚的古典音樂基礎。有次在16歲的時候，偶然聽見了瑞典DJ艾維奇的作品，深受其影響，從那個時候開始嘗試製作電子音樂，並且開始著手混音歌曲。

### 2013－2014年
早在2013年，凱戈就已發布了他的首張單曲《Epsilon》。此時，凱戈藝名「Kygo」已確定，名稱取自本名「Kyrre Gørvell-Dahll」姓及名的開頭首兩字組合而成。此兩年間，凱戈大量混音重製了許多歌手的單曲，如蕾哈娜的《Stay》及讓他一炮而紅，紅髮艾德的《I See Fire》。其他歌曲被混音的歌手還包括Passenger、麥特·科比、Jakubi、亨利·格林、艾麗·高登、馬文·蓋。
2014年中，同鄉同行艾維奇因為健康因素，取消了多場的表演，包含Tomorrowland等許多音樂季便改為聘用凱戈，臨時接替艾維奇的位置，此次的演出引起了市場的一片好評，不久後便與索尼音樂和Ultra Music簽署唱片協議。

### 2015－2016年

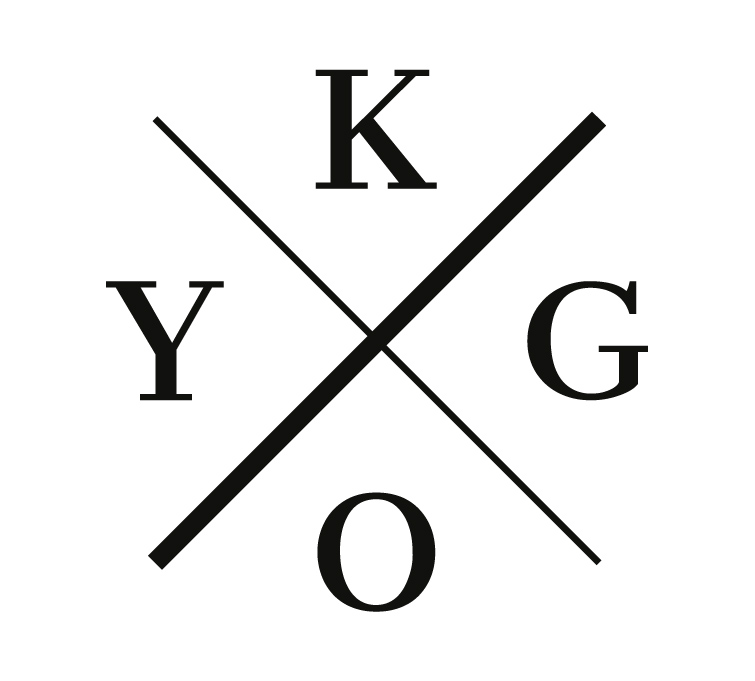
Kygo Life標誌

2015年，凱戈釋出了單曲《電光火石》，獲得了相當的成功，直至2021年7月，此曲在YouTube上已累積了近8億的觀看次數。2015年3月15日，與歌手帕森·詹姆斯合作了新單曲《萬眾矚目》也在YouTube上創下了3.8億次的高點閱率（直至2021年7月）。 在2015年9月4日，發布了去年Ultra Music Festival的主題歌曲〈Here for You〉。同年受到超世代音樂節的邀請，為旗下Road To Bail在9月峇里島的音樂祭中，擔任表演DJ。2015年12月，凱戈釋出單曲《Stay》（Maty Noyes伴唱）的同一個月，他成為了當時Spotify史上最快達到十億串流量的藝人。
2016年3月，凱戈宣布將於5月發布他生涯首張專輯，並陸續釋出三首先行單曲，分別為與Labrinth合作的《Fragile》、找來愛爾蘭柯達線樂團伴唱的《Raging》和《I’m In Love》（James Vincent McMorrow伴唱）。他的首張專輯《Cloud Nine》在5月23日正式發行，該專輯登上美國告示牌二百大專輯榜的第11名。8月17日，凱戈推出自有品牌「Kygo Life」，販售如耳機、時裝等各式產品。8月21日，他與茱莉亞·麥可斯一同在2016年夏季奧林匹克運動會閉幕式上表演《Carry Me》，一首收錄於《Cloud Nine》中的單曲。

### 2017－2018年
2017年2月9日，凱戈發布了他與美國歌手席琳娜·戈梅茲合作的片段，2月16日，歌曲發布，歌名為，在多國排行榜進入前十名，此單曲是凱戈在Spotify上第一首達到十億播放次數的歌曲，在YouTube上也達到7億次以上的播放次數。2017年的第二首單曲《初戀》與英國歌手艾麗·高登合作推出，此單曲登上美國告示牌百大單曲榜第67名，並在英國獲得黃金認證。9月15日，凱戈混音英國U2樂團的歌曲《最美好的事》，該混音版本被收錄在U2專輯《Songs of Experience》的豪華版中。9月22日，凱戈的首張迷你專輯《凝望星空》發行，當中收錄4首歌曲，包含已發布的兩首單曲及一首同日發布的同名曲目，擴充版另外收錄《最美好的事》混音版。
2017年10月20日，新一張專輯的同名主打單曲《Kids in Love》發布。11月3日，專輯《Kids In Love》發布，該專輯共收錄8首歌曲（實體版增收《Stargazing》的四首單曲，re-release版增收《Remind Me to Forget》）該專輯在告示牌二百大專輯榜中奪得第73名。該專輯的第二及第三首單曲《Stranger Things》與《愛不忘》分別於次年1月24日及5月7日發行。專輯發行不久後，凱戈宣布「Kids In Love」巡演。
2018年2月14日，凱戈的第一張混音專輯《Kids In Love (Remixes)》發行，共有9首曲目。2018年6月，凱戈宣布與美國搖滾樂團謎幻樂團合作，歌曲名為「命中注定」。該單曲於6月11日發行。 截至2021年6月，它在YouTube上的播放量已超過1.7億次。9月21日，凱戈在IHeartRadio音樂節上進行了首場單曲《Happy Now》的演出，該單曲與桑德羅·卡夫扎合作。10月24日，凱戈發布了該單曲音樂錄影帶的片段。 該單曲於10月26日發行。 截至2021年6月，它在YouTube上的播放量超過1.7億次。2018年10月，凱戈和他的經理邁爾斯·薛爾以及索尼音樂合作，推出了棕櫚樹唱片公司（Palm Tree Records），目標是成為新銳音樂家的平台。

### 2019－2020年
美國歌手瓦萊麗·布魯薩德與凱戈合作推出單曲《想念你》。它於2019年2月14日發行，並被認為發行日期是定於情人節。凱戈與英國歌手瑞塔·歐拉合作演唱的單曲《Carry On》於2019年4月19日發行，該歌曲曾在2019年電影《POKÉMON 名偵探皮卡丘》中以插曲形式出現。2019年5月23日，凱戈與美國歌手切爾西·卡特勒發行了《Not OK》。 截至2021年6月，在YouTube的觀看次數超過1億次，在Spotify上，該歌曲的串流次數已超過7000萬次。2019年6月13日，凱戈與卑爾根說唱歌手Store P和Lars Vaular合作發行了他的第一首挪威語歌曲，名為《Kem Kan Eg Ringe》。2019年6月28日，凱戈推出了與歌手惠尼·休斯頓一同翻唱並重製的經典歌曲《崇高之愛》作為單曲發行。 2019年8月21日，《Higher Love》在美國告示牌百大單曲排行榜登上第63名。這是休斯頓迄今為止票房最高的死後發行。 截至2020年1月2日，《Higher Love》在Spotify上的播放量已超過2.52億次。2019年12月6日，凱戈與老菸槍雙人組合作推出單曲《家人》，此歌曲被收錄在老菸槍雙人組的專輯《World War Joy》中。
2020年1月20日，凱戈宣佈要完成同行好手艾維奇死後仍未發行的曲目《Forever Yours》。 該曲目首次播放於2016年的超世代音樂節（Ultra Music Festival），但在艾維奇去世前尚未完全完成，因此在他的合作夥伴桑德羅·卡夫扎將歌曲送給他並得到艾維奇家人的適當同意後，凱戈將歌曲詮釋為帶有熱帶浩室曲風的浩室歌曲，並於2020年1月24日發行。2020年3月23日，凱戈宣布他已經完成了他的第三張專輯《Golden Hour》。 接著，他於2020年3月27日與莎拉·萊森以及美國饒舌歌手泰加發行了單曲《實話實說》。2020年4月2日，凱戈發行了與莎夏·斯隆合作演唱的單曲《永遠等待》。 並於次日發行了由美國夫妻Rob Gronkowski和Camille Kostek夫婦主演的音樂錄影帶，其中包含了他們的生活錄像。2020年4月16日，Kygo與摩洛哥英語歌手扎克·阿貝爾合作推出單曲《自由》。2020年5月11日，凱戈正式公佈了《Golden Hour》專輯中的曲目清單。2020年5月15日，他與共和世代發行了另一首單曲，名為《失去的意義》。《失去的意義》發行一週後，凱戈又推出了《Golden Hour》中的一首單曲《The Truth》，並請到演唱《想念你》的美國歌手瓦萊麗·布魯薩德獻聲此曲。5月29日，《Golden Hour》正式發布。7月11日，《Broken Glass》的音樂錄影帶於Youtube上發布。7月17日，凱戈與蒂娜·透娜一同發表單曲《與愛何干》的混音版。9月18日，唐娜·桑默《Hot Stuff》凱戈混音版發布。

### 2021年2023
2021年4月17日，發布單曲《Gone Are The Days》，當中邀請詹姆斯·格里斯佩擔任歌手。8月13日，發布單曲《Love Me Now》，由德國女歌手Zoe Wees獻聲。10月15日，單曲《Undeniable》發布，由美國搖滾樂團X Ambassadors獻聲。2022年2月25日，Kygo發布單曲《Dancing Feet》，由DNCE獻聲。這是 DNCE 時隔三年之後將在即將發行的專輯中收錄的第一首歌曲。11 月 11 日，Kygo發行了他的第四張專輯《Thrill of the Chase》。3 月 31 日，Kygo 發行了保羅麥卡尼和麥可傑克森的歌曲Say Say Say的混音版。

### 2024 年至今
2024 年 1 月 19 日，Kygo 與Ava Max一起發行了一首名為whatever的歌曲，其中插入了Shakira的Whenever,Wherever。
4 月 19 日，他與扎克·阿貝爾和Nile Rodgers發行了《For Life》，其中插入了Modjo的Lady (Hear Me Tonight)。.。此版本發布後，Kygo 在社群媒體上宣布了他的 KYGO 世界巡演， 計劃於 2024 年底舉行。
2024 年 5 月 30 日，他宣布推出一張新專輯，簡稱為“KYGO”，將於 2024 年 6 月 21 日發行，他決定以自己的名字命名，以祝賀他的職業生涯 10 週年。一天后，他與歌手兼作曲家 HAYLA 合作發行了《Without You》。

## 音樂作品
專輯
- 《神境界》(2016)
- 《絕對狂愛》(2017)
- 《電音盛世》(2020)

## 影視作品
電影
- 《Stole the Show》(2017)，一部Apple Music拍攝的紀錄片，長51分。——飾演他自己[18]

電視劇
- 《Bring On the Night》第一季第二集(2015)，一部挪威VGTV拍攝的紀錄片影集。——飾演他自己[19]
- 《Nøkkelen til suksess》第一季第四集(2015)，一部挪威廣播公司拍攝的紀錄片影集。——飾演他自己[20]

## 巡迴演出
- 無盡夏日之旅 (2014)[21]
- Cloud Nine巡演 (2016)[22]
- Kids In Love巡演 (2018)[23]

## 各年百大DJ排行名次
來源：DJ雜誌。
| 年度 | 名次 | 備註     |
| ---- | ---- | -------- |
| 2015 | 33   | 首次進入 |
| 2017 | 24   | 上升2名  |
| 2018 | 32   | 下降8名  |
| 2019 | 52   | 下降20名 |
| 2020 | 28   | 上升24名 |
| 2021 | 48   | 下降20名 |
| 2022 | -    | 下降     |